# We Global
We Global é o terceiro álbum de estúdio do rapper e DJ de Miami membro da Terror Squad DJ Khaled. Lançado dia 12 de Junho de 2006, tem participações de Lil Scrappy, Webbie, Lil Boosie, DJ Drama, The Bone Thugs N- Harmony, LL Cool J, Dr. Dre, Twista, Trick Daddy, Trina, Rick Ross, Bun B, Flo Rida, P. Diddy, Lil' Wayne, Franscisco, Akon, D&G, Plies, Timbaland, Gucci Mane, Birdman, Ludacris, Lil Jon, R. Kely, Busta Rhymes, Gorilla Zoe, Ja Rule, Fat Joe, Young Jeezy, Scarface, Sean Paul, Kanye West, T-Pain, Trey Songz, Lil Mama, Usher & Drake.

## Faixas
1. Standing On The Mountain Top (Feat. Ace Hood & Pooh Bear) (Prod. DJ Khaled)
2. Go Hard (Feat. Kanye West & T-Pain) (Prod. The Runners)
3. Out Here Grindin' (Feat. Rick Ross, Akon, Ace Hood, Plies, Lil Boosie & Trick Daddy) (Prod. The Runners, Akon)
4. Go Ahead (Feat. Fabolous, Rick Ross, Flo Rida, Fat Joe & Lloyd) (Prod. The Runners)
5. I'm On (Feat. Nas  Cool) (Prod. Cool & Dre)
6. Red Light (Feat. Game) (Prod. The Inkredibles)
7. We Global (Feat. Trey Songz, Fat Joe & Ray J) (Prod. The Runners)
8. She's Fine (Feat. Sean Paul, Missy Elliot & Busta Rhymes) (Prod. Danja)
9. Final Warning (Feat. Bun B, Bloodraw, Ace Hood, Brisco, Bali, Lil Scrappy & Shawty Lo) (Prod. The Inkredibles)
10. Fuck The Other Side (Feat. Trick Daddy & DunkRydas) (Prod. GoldRu$h)
11. Bullet (Feat. Rick Ross & Baby Cham) (Prod. The Nasty Beatmakers)
12. Blood Money (Feat. Rick Ross, Brisco, Ace Hood & Birdman) (Prod. Isaac Opus)
13. Defend Dade (Feat. Pitbull & Casely) (Prod. Diaz Brothers)